# Edvin Vesterby
Edvin Vesterby (né le 23 octobre 1927) est un lutteur suédois en lutte gréco-romaine. Il participe à trois reprises aux Jeux olympiques (1952, 1956 et 1960). C'est au cours des Jeux olympiques d'été de 1956 qu'il remporte la médaille d'argent dans la catégorie poids coq 52-57 kg.

## Palmarès

### Jeux olympiques d'été
- Jeux olympiques de 1956 à Melbourne,  Australie
  -  Médaille d'argent